# 岫巖廳
岫巖廳是清代的一個廳。
明置岫巖堡。乾隆三十七年（1772年），設岫巖城通判。光绪二年（1876年），改為岫巖州，隸鳳凰直隸廳。有城守尉。。